# Tron RUN/r
Tron RUN/r est un jeu vidéo de plates-formes de type runner développé par Sanzaru Games et édité par Disney Interactive Studios, sorti en 2016 sur Windows, PlayStation 4 et Xbox One.

## Accueil
- Hardcore Gamer : 4/5[1]